# ザ・ケルン・コンサート
『ザ・ケルン・コンサート』（The Köln Concert）は、ジャズ・ピアニスト、キース・ジャレットが1975年に発表した2枚組のライブ・アルバム。これまでに400万枚のセールスを達成。最も売れたジャズのソロ・アルバム、最も売れたピアノ・ソロ・アルバムと言われている。

## 解説
ジャレットは1972年夏より、完全即興のソロ・コンサートという画期的な試みを行い、その模様は西ドイツのジャズ・レーベルであるECMレコードによってレコード化されて（『Solo Concerts: Bremen/Lausanne』）、大きな注目を浴びていた。
当時アルバイトでプロモーターをしていたヴェラ・バランデス（Vera Brandes）という17歳の学生によって、ジャレットのコンサートが企画された。日にちは1975年1月24日、会場はケルンのオペラハウス。バランデスはジャレットのリクエストに応えてベーゼンドルファーのモデル290インペリアル・コンサート・グランド・ピアノを用意する手はずを整えた。しかし会場のスタッフが持ってきていたのは、ベーゼンドルファーの異なるモデルのベビーグランドピアノだった。さらに不運なことに、そのピアノはオペラのリハーサルに使われたあとで調律さえされていなかった。それでもなんとか調律はできたものの、耳障りな高音と響きの悪い低音が残り、ペダルもうまく動かないという状態であった。
なおかつ彼の体調も万全ではなかった。前回公演を行ったスイスのチューリッヒから約563キロ、5時間のドライブを終えたばかりで、数日間不眠が続いたために背中の痛みに悩まされていた。彼は背骨を支えるために腰にサポーターを着け、オペラのパフォーマンスが行われたあと、深夜23時半にステージに上がった。
これはそれまで行ってきたソロ・コンサートと同様、事前の準備なしの完全即興で、曲名らしい曲名もついていない。音楽的には、クラシック音楽のカデンツァに、ジャズの音階とテクニックを持ち込んだ内容とも言える。この完全即興演奏によるピアノ・ソロ・コンサートは録音され、年内に2枚組アルバムとして発表された。
本作は、キースのソロ・コンサートのシリーズ中、最も人気の高い作品で、その革新性と美しさは、世界中で高く評価された。その一方、全く新しい表現のため、批判する者も少なくなかった。日本でも、ジャズ喫茶では本作のリクエストが殺到したが、一部の店は「ケルンお断り」という貼り紙を出していたという。
1980年公開の映画『ジェラシー（Bad Timing）』で、本作から抜粋された音源が使われた。日本では1985年、ホンダ・レジェンドのCM音楽で冒頭部分が使用された。2000年にパナソニックも、テレビ「プラズマタウ」のCM音楽として、本作の冒頭部分を使用した。さらに、2001年にはトヨタ・ソアラのCM音楽にも冒頭部分が使用された。

## 収録曲
1. ケルン、1975年1月24日 パートI - Köln, January 24, 1975 Part I
2. ケルン、1975年1月24日 パートIIa - Köln, January 24, 1975 Part IIa
3. ケルン、1975年1月24日 パートIIb - Köln, January 24, 1975 Part IIb
4. ケルン、1975年1月24日 パートIIc - Köln, January 24, 1975 Part IIc

## 演奏・スタッフ
- キース・ジャレット - ピアノ
- マンフレート・アイヒャー - プロデューサー
- マルティン・ヴィーランド - エンジニア[4]
- ヴォルフガング・フランケンシュタイン - 写真[4]